# Antonio Ávila
Pour les articles homonymes, voir Ávila (homonymie).

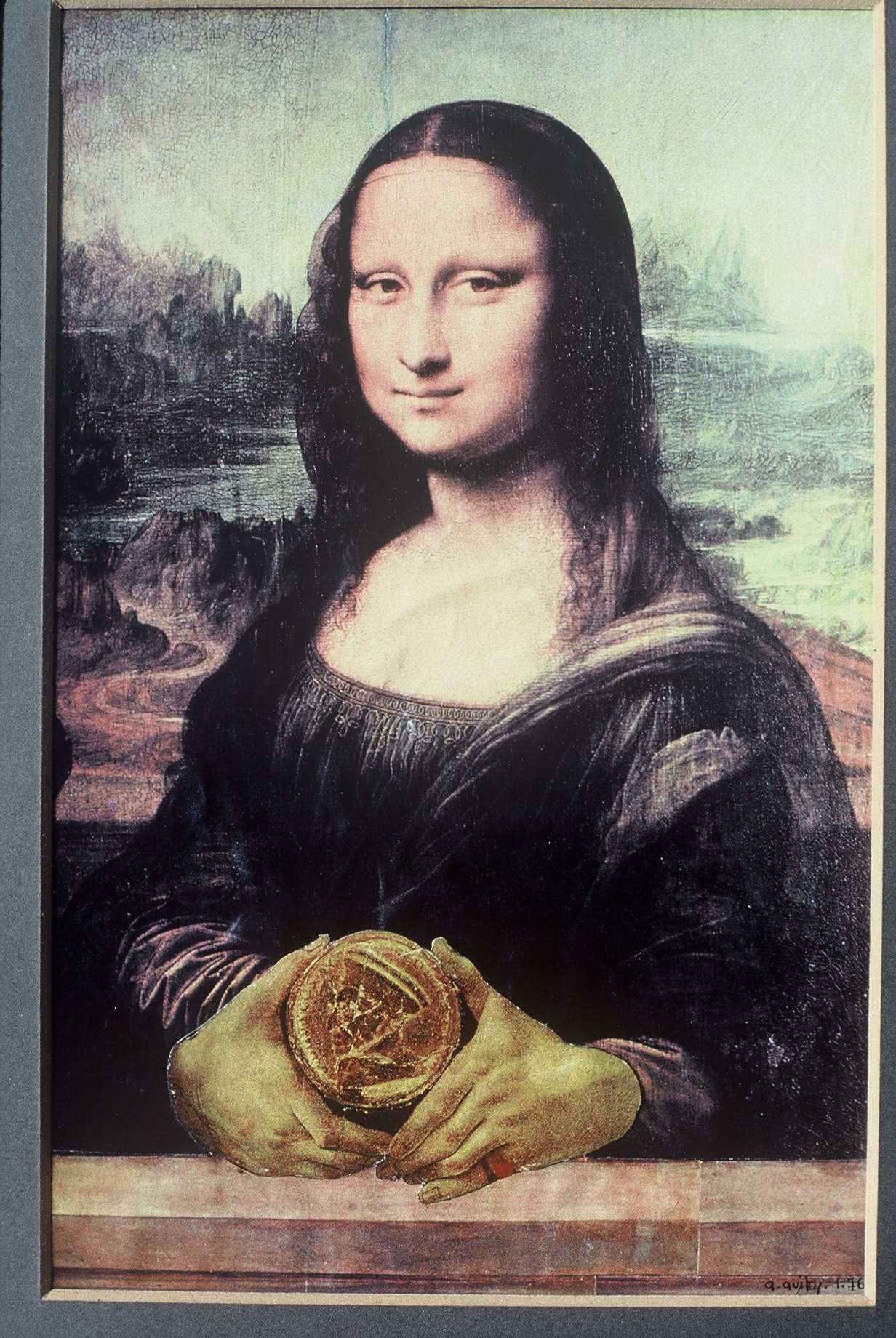
Gioconda, Collage de Antonio Ávila, Serie de Dominio Público.

Antonio Ávila Bullejos, né le 13 mars 1952 à Maracena, dans la province de Grenade en Espagne, et mort le 26 novembre 1984), est un artiste photographe espagnol.

## Biographie
Antonio Avila a passé son enfance et adolescence en France à Bordeaux, où il obtient son Baccalauréat en 1971. C´est là qu’il s’imprègne de la culture de ce pays, en écoutant Jacques Brel,  Léo Ferré et découvre la peinture, l´une de ses premières passions (Giotto, Piero della Francesca, Boticelli, Léonard de Vinci, Dürer, Rembrandt…). À son retour en Espagne en 1978 il obtient une bourse “Serem” pour étudier la photographie au “Photocentro” à Madrid et ensuite il fait un cours d´Arts Graphiques à Atarfe (Grenade).

## Œuvres

### Collages et photomontages

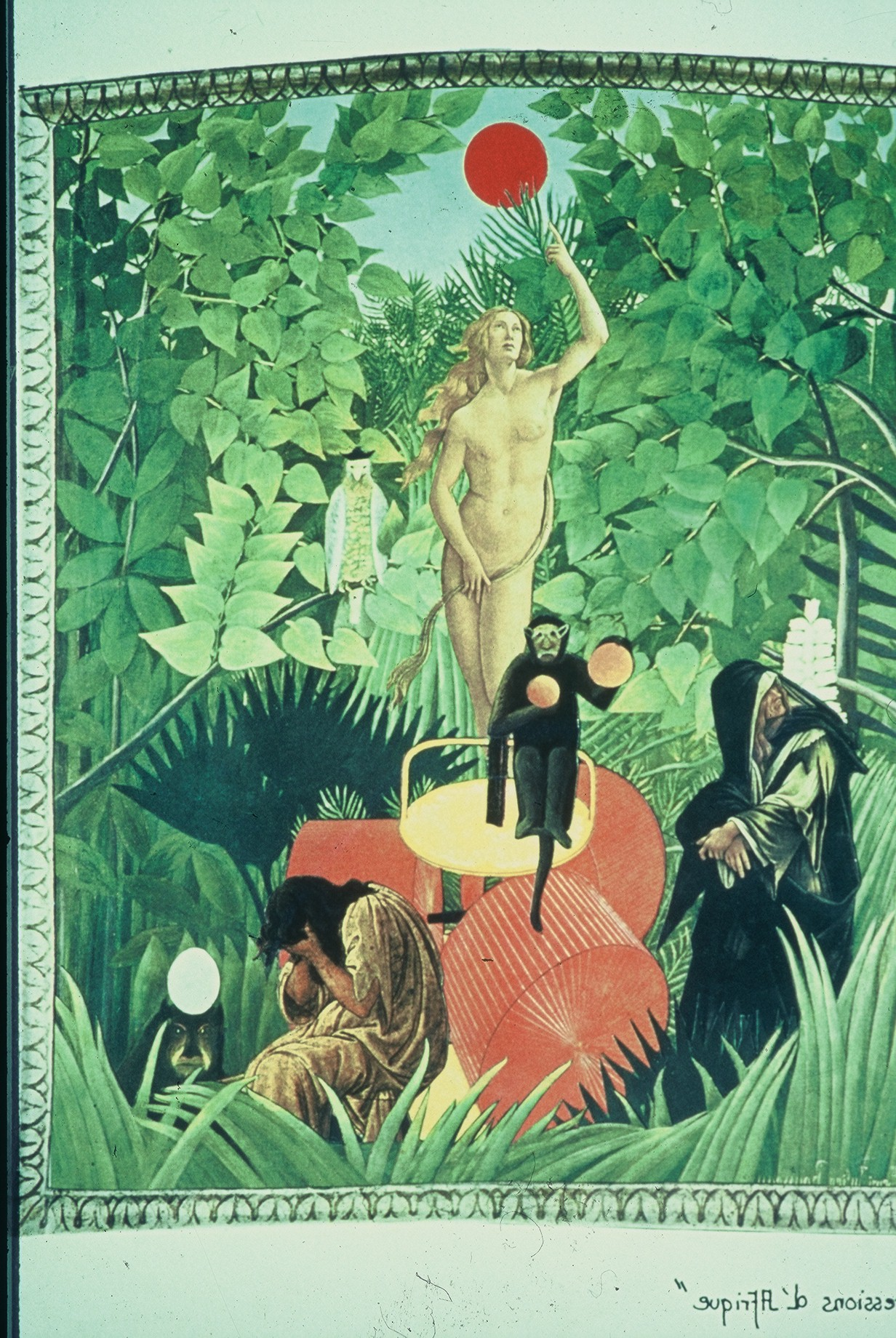
Impresiones de África, Collage de Antonio Ávila, Serie del Aduanero.

Parmi ses œuvres plus importantes se trouvent les séries de collages Le Douanier, L’Alhambra, Domaine public ainsi que la série de photomontages Objets. 
L´artiste recourt parfois à des matériaux étrangers à ses habitudes, mais nécessaires pour créer “un nouveau style de formes”, car comme dit Alexandre Archipenko, “son usage est un résultat et non l’objectif”. Antonio Avila utilise très peu d´éléments extrapictoraux, ses collages sont une synthèse parfaite de styles et de cultures où il n´existe pas d´abîme: d'Uccello à  Rousseau, de Dürer à Duchamp, sans plus de vertige que la passion créatrice, ni d´autre argument dialectique que sa vision de l´absolu, de l´Art comme un tout.
Il réalise également des œuvres à caractère expérimental, utilisant des matériaux divers (bouteilles, sable, fer à repasser…) qui auront écho dans sa série “Objets”, clairement influencée par ce splendide dadaïste que fut Man Ray et ses Rayographs. L´une des idées fixes d´Antonio était de créer avec du sable. De cette obsession est né son scénario “Écrit sous le sable”. C´est ainsi que son art, fait d’une lente gestation, aboutira aux deux séries de collages Domaine Public et L´Alhambra.

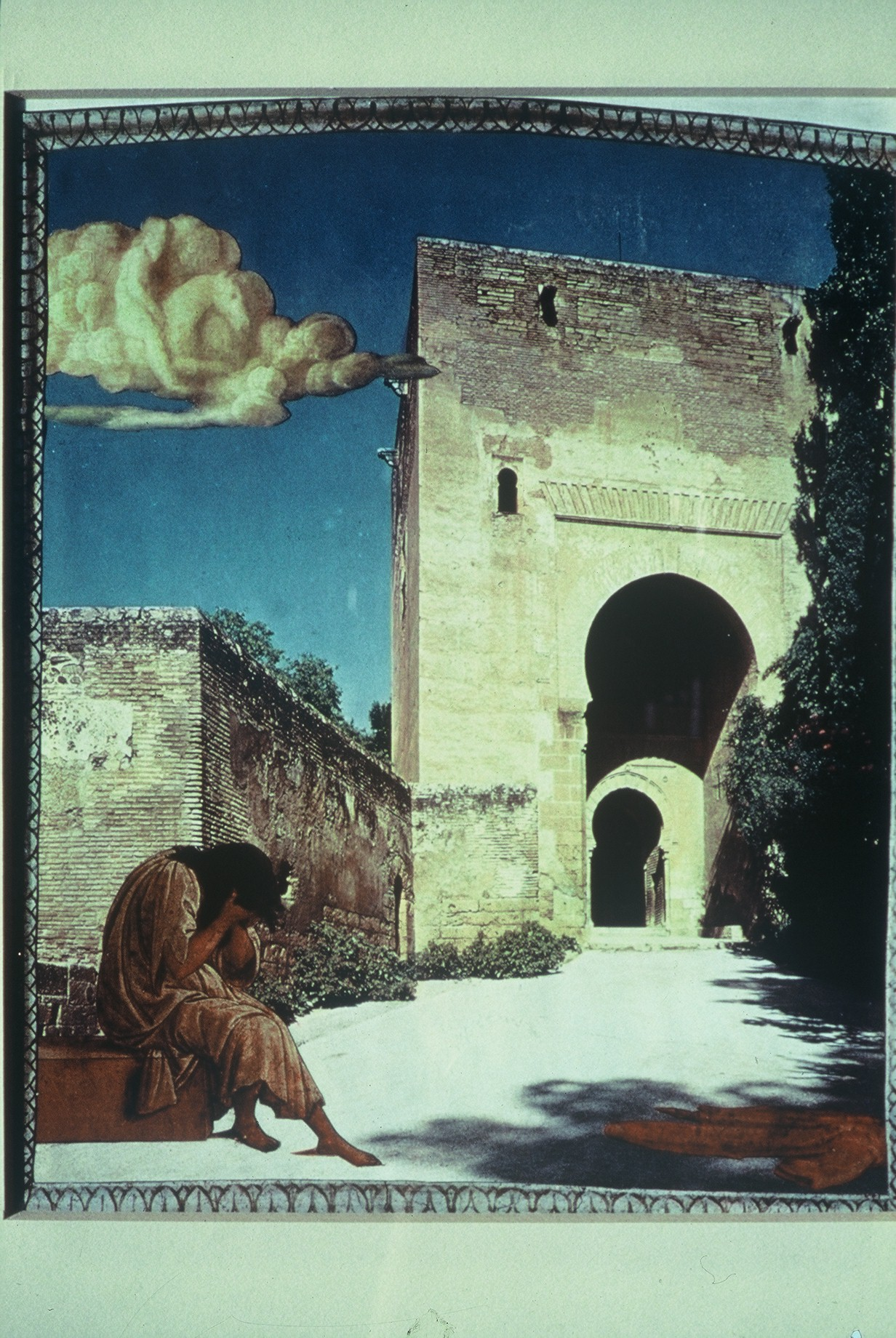
Thamar, Collage de Antonio Ávila, Serie de la Alhambra.

Ainsi en se servant de tableaux, il crée le miracle, à savoir que si dans une forêt de Henri Rousseau apparait la célèbre «Chocolatière» de Duchamp, avec des personnages de Dürer sans que l’on ne se sente choqué, quel est le secret? Là, plus de trace de Rousseau, ni de Duchamp, ni de Dürer…… et c´est ainsi que le spectateur de l´œuvre assiste au prodige: Antonio Avila invente un monde nouveau avec ces trois artistes différents et ce monde a sa propre vie. Une vertu presque magique qui fait que le collage n’est plus un travail manuel avec plus ou moins de mérite (considéré, comme la photographie, le parent pauvre de la peinture) pour se transformer en un complexe message polyphonique. La manière de créer est toute une vision ou raison poétique de laquelle il se sert dans tous les moyens qui sont à sa portée, où l´artiste réuni toutes les tendances antérieurement énumérées, sans mépriser aucune d´elles. Selon Antonio Avila le collage pourrait devenir le moyen idéal pour relier différents peintres, époques, styles… Il est le moyen de passer de l´art local à l´universel sans que le spectateur éprouve aucune sensation de refus. Chaque élément est justifié, il n´y a plus lieu pour l´incohérence. Son œuvre renferme la précision, la technique, la main d´un orfèvre, mais aussi ce je ne sais quoi que Bousoño nomme «le mystère de l´inspiration». Ce souffle irraisonnable, sans crainte, qu´Antonio Avila a bu des Surréalisme comme d´une eau précieuse et qui donne à toute sa création une très grande puissance.
Man Ray, John Heartfield ou Roland sont des noms d´où prend forme son obsession pour l´image, la photographie, le photomontage et le collage. À cela il faut ajouter ses scénarios de films où le visuel est un nouvel élément enrichissant, qui sera la parole écrite. Cette chance d´avoir une expression artistique si vaste ne peut pas être posthume. Nous serons complices d´un même sortilège adressé non à l´œil mais à la sensibilité. Dans la série de L´Alhambra le verbe se transforme en image, tout en continuant son expérimentation avec la photographie et le collage, son univers imaginaire s´agrandit jusqu'à atteindre la vision de l´art dans toute sa totalité.
En même temps l’auteur a participé à diverses publications spécialisées comme « Nueva Lente » et a dessiné des affiches et des programmes pour le Ciné-Club Universitaire de Grenade.

### Scénarios de films
Comme scénariste il a écrit de 1975 à 1984 les scénarios suivants : Les Amants Tristes, Les Invités du Bois, Cymbalan, Les Langues d´Esope, Écrit sous le sable, Il était une fois et L´Alhambra.  
Dans son scénario de  L´Alhambra défilent des personnages qui appartiennent au monde intérieur de l´Artiste et où il montre sa dichotomie, la terrible contradiction d´Antonio : d´un côté Sébastian Navia qui est lui “le poète mystique” face à un Tarcisio qui fait des appels constants à sa réalité intérieure.
Il a mis en scène un court métrage inédit  Sébastian Navia. Navia vie dans un état d´harmonie perpétuel avec le son (bruit) de l´eau, dans cet  endroit magique de L'Alhambra et des jardins du Généralife.

### Poésie
Il a écrit de nombreux poèmes, quelques-uns sont recueillis dans le livre Narciso ou le  mouvement perpétuel: recueil de poèmes et collages.

## Publications
- Écrit sous le sable et d´autres scénarios : collages et photomontages.- Édité par la Diputación Provincial de Granada, 1993.  (ISBN 84-7807-046 X).
- Narciso ou le mouvement perpétuel : recueil de poèmes et collages.- Édité par la Mairie de Maracena, Grenade, 2005.

## Expositions

### Individuelles
1976 – “Domaine Public et Photomontages “. Galerie d´Art Gelabert (Grenade).

### Collectives
- 1977 – « Les Journées de Grenade » exposition anthologique d´artistes du XIX et XX siècles.  Maison de l´Unesco à Paris.
- 1978 – « Peintures et Collages » avec Angeles Moreno. Galerie d´Art Eduma Linares (Jaen).
- 1979 – Galerie d’Art Laguada (Grenade).
- 1980 – Galerie d’Art Laguada (Grenade).
- 1981 – Galerie d´Art Avellano (Grenade).

### Posthumes
- 1985 – « Image d´Antonio Avila ». Galerie d´Art Laguada (Grenade).
- 1990 – “Antonio Avila”. Palais de la Madraza (Grenade).
- 1991 – Certaines de ses œuvres firent partie du projet “Quatre Directions », exposition au Musée “Centro de Arte Reina Sofia” Madrid.
- 2013 – “Retrospectiva 30”. Musée “Casa de los Tiros” (Grenade) Museo Casa de los Tiros